# Just Knud Qvigstad

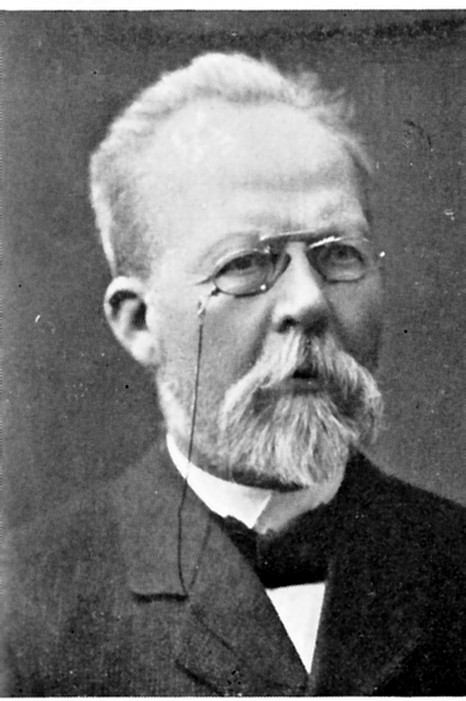
Just Knud Qvigstad

Just Knud Qvigstad (* 4. April 1853 in Lyngseidet; † 15. März 1957 in Tromsø) war ein norwegischer Philologe und Politiker. Qvigstad, der Rektor an der Pädagogischen Hochschule von Tromsø war, war sprachwissenschaftlich wirksam als Folklorist, vor allem aber als bedeutender Erforscher der samischen Sprachen. Auf politischer Ebene war er Norwegens Unterrichts- und Kirchenminister in den Jahren 1910 bis 1912.
Bemerkenswerter als seine hohe Lebensspanne – er starb knapp drei Wochen vor seinem 104. Geburtstag – war Qvigstads außergewöhnlich umfangreiches Arbeitsleben. Seine erste wissenschaftliche Publikation erschien 1881, seine letzte, om samiske kjærlighetsfortellinger (Samische Liebesgeschichten), gedruckt 72 Jahre später, 1953.

## Ausbildung und Werdegang
Just Qvigstads Eltern waren der Distriktsarzt Engebret Qvigstad (1814–1869) und dessen Frau Edel Petrine („Petra“) Krogh Wadel (1828–1905). Am 4. August 1885 heiratete er in Hammerfest Margrethe („Margit“) Antonette Aagaard (3. Oktober 1859–29. September 1949), Tochter des Kaufmanns Bernhard Martin Aagaard (1812–1870) und dessen Frau Marie Malene Noodt (1822–1884).
Mit zehn Jahren kam er an die Lateinschule in Tromsø. Als 16-Jähriger absolvierte er das Examen artium und er schrieb sich im Jahre 1869 zum Philologiestudium an der Königlichen Friedrichs-Universität in Kristiania ein. Ein Jahr später legte er das Annenexamen ab. Er schloss zwei Staatsexamina ab. Zuerst erlangte er 1874 den cand. phil. für Philologie mit den Fächern Altnorwegisch, Griechisch, Latein, Philosophie, Geschichte und Literaturgeschichte, anschließend im Jahre 1881 den cand. theol. Noch während seines Theologiestudiums unterrichtete er von 1874 bis 1878 an der Real- und Lateinschule in Kristiania und Tromsø und ab 1878 samische Sprachen am Tromsø Seminarium.
Seine erste Studienreise führte ihn 1878 nach Kautokeino, aber dieses wissenschaftliche Engagement musste er wegen seiner Lehrtätigkeit und seinen politischen Funktionen für geraume Zeit zurückstellen. 1883 übernahm er die Leitung des Lehrerseminars in Tromsø. Als das Seminar im Jahre 1902 in Tromsø Lærerskole umbenannt wurde, änderte sich die Bezeichnung seiner Funktion von Leiter auf Rektor. Qvigstad bekleidete mehrere kommunale Ämter und war dabei für einige öffentliche Bereiche zuständig. Er war unter anderem von 1899 bis 1907 Mitglied des Stadtrats für die Høyre und in den Jahren 1899, 1903 und 1907 Stadtverordnetenvorsteher von Tromsø. In der Zeit von 1910 bis 1912 war er Unterrichts- und Kirchenminister Norwegens.
Im Jahre 1920 erhielt Qvigstad ein Staatsstipendium, das ihn bei vollem Lohnausgleich von seiner Funktion als Rektor der Lærerskole freistellte, um sich seinen Studien zur samischen Kultur und Geschichte widmen zu können und auch, um seine linguistische Forschung zu Finnisch, Kvenisch (eine ostseefinnische Sprache in der Finnmark) und Samisch weiter zu verfolgen. Seine Forschungen zu Wort und Ausdruck mündeten in einer großen Textsammlung. Einen Großteil seines Materials bezog er aus einem Netzwerk von Lehrerkontakten in den nördlichen Fylken, welche ihm Sagen zusandten und auf seine Fragen zu Ethnomedizin und Volksglauben antworteten. Einer von Qvigstads emsigsten Mitarbeitern war der Lehrer Ole Andreas Thomassen aus Porsanger, der besonders wertvolle Beiträge für seine Forschungen lieferte.
In seiner Funktion als Leiter der samischen Abteilung im Tromsø Museum, die er bis 1931 innehatte, sammelte er an die 2300 Erzählungen und erweiterte den Bibliotheksbestand auf beachtliche 2000 Bände.
Mit der Gründung des Instituts für vergleichende Kulturforschung erhielt Qvigstad das samische Ressort. Ferner war er Vorstandsmitglied in Det norske samemisjonsselskapet (Gesellschaft für samische Mission). Im Tromsø Museum war er von 1884 bis 1934 im Vorstand. 1943 wurde die Qvigstads Goldmedaille gestiftet. Diese wird alle fünf Jahre für besondere Verdienste zur Samenforschung verliehen. Zudem wurde Qvigstad sowohl 1886 in die Norwegische Akademie der Wissenschaften in Kristiania als auch 1894 in die Kongelige Norske Videnskabers Selskab in Trondheim gewählt.
Der Hörsaal Qvigstad-auditoriet an der Hochschule in Tromsø wurde 2003 anlässlich seines 150. Geburtstages nach ihm benannt.

## Werke (Auswahl)
- Beiträge zur Vergleichung des verwandten Wortvorrathes der lappischen und der finnischen Sprache. Druckerei der Finnischen Litteratur-Gesellschaft. Acta Societatis Scientiarum Fennicae 12, 1881.
- (Zusammen mit G. Sandberg): Lappiske Eventyr og Folkesagn. Mit Einleitung von Moltke Moe. Kristiania 1887.
- Lappische Sprachproben / aufgezeichnet von J. Qvigstad und G. Sandberg. Helsingissä: Suomalaisen Kirjallisuuden Seuran kirjapainossa, Suomalais-ugrilaisen Seuran Aikakauskirja 3. 1888
- Nordische Lehnwörter im Lappischen. Christiania Videnskabs-Selskabs forhandlinger, 1893.
- Lappischer Aberglaube. Etnografisk Museum. Kristiania 1920.
- Norske Gaardsnavne, Finnmark. Bd. 24. Kristiania 1924.
- Lappische Märchen- und Sagenvarianten. FF Communications Nr. 60. Helsinki 1925.
- Lappiske eventyr og sagn I-IV. Instituttet for sammenlignende kulturforskning. Oslo 1927-29.
- Lappische Heilkunde. Oslo 1932.
- De lappiske stedsnavn i Finnmark og Nordland fylker. Instituttet for sammenlignende kulturforskning. H. Aschehoug & Co (W. Nygaard). Oslo 1938.
- De lappiske appellative stedsnavn. Instituttet for sammenlignende kulturforskning. H. Aschehoug & Co (W. Nygaard). Oslo 1944.